# Nazilli Şehir Stadı
Das Nazilli Şehir Stadı (dt: Städtisches Stadion von Nazilli) ist ein reines Fußballstadion, welches sich in Nazilli, einer Stadt in der Provinz Aydın, befindet. Das Stadion ist die Spielstätte von Nazilli Belediyespor und hat eine Kapazität von insgesamt 4.500 Plätzen. Die Haupttribünen sind komplett überdacht, eine Nord- und Südtribüne gibt es nicht. Das Nazilli Şehir Stadı hat ausschließlich Sitzplätze und stellt 50 Plätze für Menschen mit Behinderung zur Verfügung. Die Spielfläche besteht aus Naturrasen.